# Члухув (гміна)
Гміна Члухув (пол. Gmina Człuchów) — сільська гміна у північній Польщі. Належить до Члуховського повіту Поморського воєводства.
Станом на 31 грудня 2011 у гміні проживало 10618 осіб.

## Територія
Згідно з даними за 2007 рік площа гміни становила 361.65 км², у тому числі:
- орні землі: 55.00%
- ліси: 36.00%

Таким чином, площа гміни становить 22.97% площі повіту.

## Населення
Станом на 31 грудня 2011:
| Опис     | Загалом | Загалом | Чоловіки | Чоловіки | Жінки | Жінки |
| -------- | ------- | ------- | -------- | -------- | ----- | ----- |
| одиниця  | осіб    | %       | осіб     | %        | осіб  | %     |
| все      | 10618   | 100     | 5420     | 51.05    | 5198  | 48.95 |
| міське   | 0       | 100     | 0        |          | 0     |       |
| сільське | 10618   | 100     | 5420     | 51.05    | 5198  | 48.95 |

## Сусідні гміни
Гміна Члухув межує з такими гмінами: Дебжно, Жечениця, Камень-Краєнський, Конажини, Пшехлево, Хойніце, Хойніце, Чарне, Члухув.